# Simão I da Lorena
Simão I da Lorena(c. 1076 - 14 de janeiro de 1138) foi duque da Lorena de 1115 até sua morte. Filho do duque Teodorico II e de sua primeira esposa, Edviges de Formbach.
Continuando a política de amizade para com o Imperador do Sacro Império Romano, Simão acompanhou Henrique V à Dieta de Worms, que pôs fim à Questão das Investiduras.
Teve relações tempestuosas com os episcopados de seu domínio: combatendo Estêvão de Bar, bispo de Mertz, e Albiero, arcebispo de Trier, ambos aliados do Conde de Bar, cuja reivindicação do ducado da Lorena contra o pai de Simão fora reprimido pelo pai de Henrique V, Henrique IV. Apesar de Albiero ter lhe dado a excomunhão, em 1132, o papa Inocêncio II a suspendeu.
Amigo de Bernardo de Claraval, construiu muitas abadias em seu ducado, incluindo a de Stürzelbronn, em 1135, onde seus restos mortais foram sepultados.

## Casamento e descendência
Simão casou com Adelaide de Lovaina, filha do primeiro casamento de sua madrasta, Gertrude da Flandres, com Henrique III de Lovaina, em 1113. Dessa união, nasceram sete filhos:
1. Águeda da Lorena (c. 1119 - abril de 1147), casada com Reinaldo III da Borgonha, conde da Borgonha,
2. Edviges da Lorena, casada com Frederico IV, Conde de Toul,
3. Matias, morto jovem,
4. Mateus I da Lorena (1119 - 13 de maio de 1176)
5. Balduíno (morto após 1146), monge em 1128,
6. Roberto (morto antes de 1204), senhor de Florange,
7. João (morto após 5 de dezembro de 1148),
8. Berta da Lorena (morta em 1162), casada com Hermano III de Baden.